# Monte Mare
 (octobre 2012).
Si vous disposez d'ouvrages ou d'articles de référence ou si vous connaissez des sites web de qualité traitant du thème abordé ici, merci de compléter l'article en donnant les références utiles à sa vérifiabilité et en les liant à la section « Notes et références ».
Monte Mare est un groupe d'entreprises allemand dont le siège est à Rengsdorf (Rhénanie-Palatinat) et qui regroupe différentes filiales en Allemagne est l'un des principaux groupe de piscines en Allemagne. En 2008, Monte Mare accueillait 2,8 millions de visiteurs, selon leurs propres indications.
En latin, Monte Mare signifie « la mer monte ».